# 南北分歧
南北分歧（英語：North-south Divide），或稱貧富分歧（英語：Rich-poor Divide）、南北差距、全球北方及全球南方（英語：Global North and Global South），是指已開發國家（北方世界／全球北方）與發展中國家（南方世界／全球南方）在社會、經濟和政治上的分歧。
「南北分歧」一詞曾被廣泛使用，因為無論位於北半球或南半球，經濟發達的發達國家或地區通常都屬於北方世界，而經濟稍弱的發展中國家通常屬於南方世界；但「南」、「北」的分類已經開始過時。

## 歷史
依經濟、意识形态和發展情況把國家分類的做法，Alfred Sauvy发明了三个世界的理论（与毛泽东按照霸权和地缘分类的“三个世界”理论不同），即世界上的國家被分為第一世界（欧美民主國家）、第二世界（共產主义國家）和第三世界（發展中國家）。後來，部分第二世界國家加入第一世界，而其他第二世界國家則加入第三世界，出現較簡單的新分類方法︰第一世界是北方世界，第三世界是南方世界。

## 分類問題

圖中顯示，高低於購買力平價（PPP）的國際平均值的世界各國，現時平均值大約為$10,700^{資料來源：國際貨幣基金組織 (簡稱：IMF／FMI）}
藍色：高於購買力平價的國際平均值的國家
橘色：低於購買力平價的國際平均值的國家

北方世界成員包括美國、日本、韓國、加拿大、歐洲、澳洲和紐西蘭等國家。
隨著第二世界的東方集團瓦解，不少成員國雖然位於北半球，但也被重新分類為發展中國家。另一方面，北半球南部的亞洲四小龍和土耳其加入第一世界。同樣地，已開發國家的附屬地雖然是先進國家的一部分，但也被列入南方世界。
不少發展地理學家（development geographer）認為，現時以南北分歧作為理解環球經濟的主要分類原則，忽略了美國、日本和歐洲之間在意識形態和經貿上的磨擦。

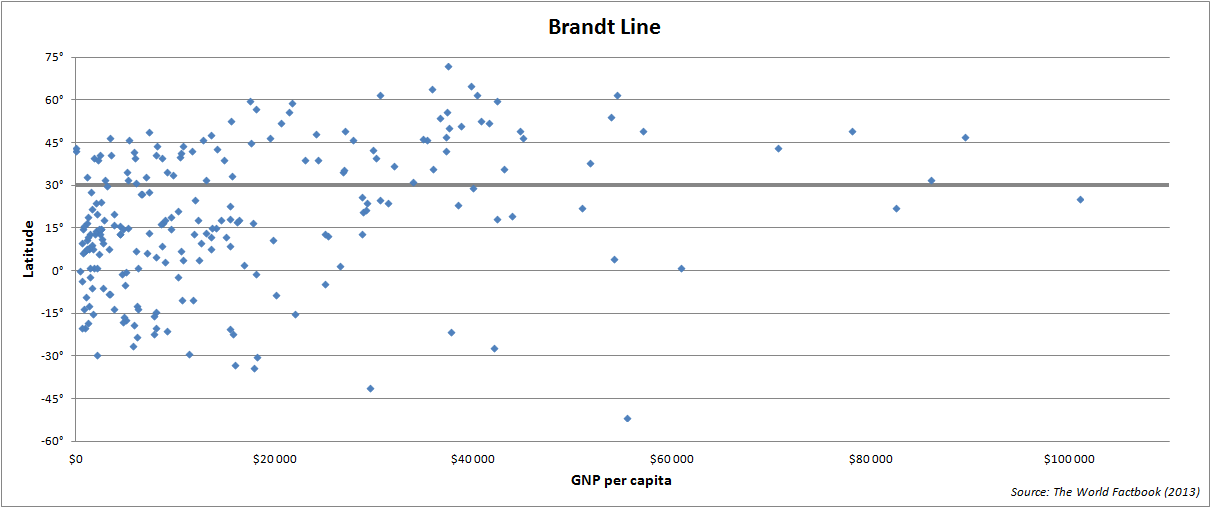
緯度與人均國內生產總值

## 發展定義
經濟發展是量度某個經濟體的進度，包括人均壽命、教育程度、貧窮問題、貧富差距、就業情況、科學研究等等。

## 北方世界成員列表
世界銀行、國際貨幣基金組織和中央情報局承認的北營成員包括︰

世界銀行和國際貨幣基金組織定義為高收入或先進經濟體系

### 美洲
- 美国
- 加拿大

### 亞洲
- 日本
- 臺灣
- 新加坡
- 以色列

### 歐洲
- 安道尔
- 奥地利
- 比利时
- 保加利亚
- 賽普勒斯
- 捷克
- 丹麦
- 爱沙尼亚
- 芬兰
- 法國
- 德国
- 希腊
- 匈牙利
- 冰島
- 愛爾蘭
- 義大利
- 拉脫維亞
- 列支敦斯登
- 立陶宛
- 盧森堡
- 馬爾他
- 摩納哥
- 荷蘭
- 挪威
- 波蘭
- 葡萄牙
- 羅馬尼亞
- 圣马力诺
- 斯洛伐克
- 斯洛維尼亞
- 西班牙
- 瑞典
- 瑞士
- 英国
- 梵蒂冈

### 大洋洲
- 新西兰

### 跨國組織
- 欧盟
- 歐洲自由貿易組織
- 五眼聯盟

### 其他北方世界成員（有爭議）
- 阿尔巴尼亚
- 亞美尼亞
- 白俄羅斯
- 科索沃
- 摩尔多瓦
- 蒙特內哥羅
- 北賽普勒斯
- 北馬其頓
- 俄羅斯
- 塞爾維亞
- 中華民國（臺灣）
- 土耳其
- 乌克兰

## 布蘭特界線

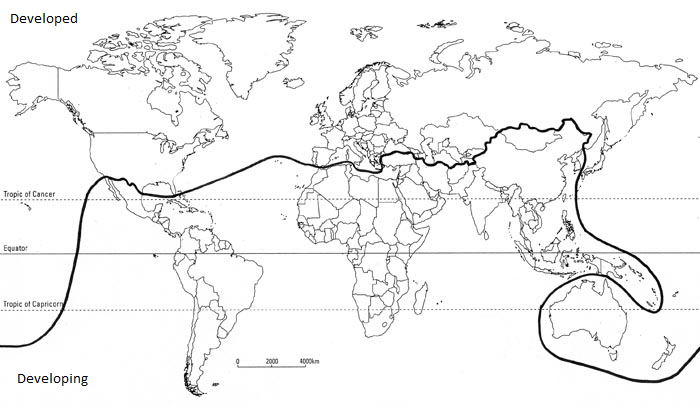
布蘭特界線是20世紀80年代提出的一種劃分世界的方法，將全球分為相對富裕的發達“北方”和經濟較落後的發展中“南方”區域

1980年代，德國總理威利·布蘭特為南北分歧擬定界線，大致沿著北緯30°將世界劃分為兩部分，穿過美國和墨西哥，經過北非和中東地區，然後向北越過中國和蒙古，最後再向南，將日本、澳大利亞和新西蘭納入「富裕的北方」區域。截至2023年，布蘭特界線因過時而受到批評，但仍被當作可視化全球不平等的有用方法。

## 挑戰
南北分歧的準確性因多種原因受到質疑。首先，各國在政治、經濟和人口上的差異，使「南方」這個概念過於簡化。全球化也對南北兩個不同經濟領域的概念提出了挑戰。自1978年毛澤東時代結束後，中國開始推行經濟自由化，亞洲各國之間日益增強的區域合作進一步分散了北方作為主要經濟強國的主導地位。南方的經濟地位也變得更加多元化。到2015年，除了全球南方排名最後的約60個國家外，其餘國家在收入水平、多樣化和參與全球市場方面，已經超越了一些北方國家。
然而，其他學者，特別是賈森·希克爾（Jason Hickel）和羅伯特·韋德（Robert Wade），認為全球南方的經濟並未真正崛起。相反，他們指出，自全球化以來，南北之間的全球不平等問題反而加劇了。希克爾指出，南北之間的資源交換存在嚴重不平衡，主要有利於北方國家。 2015年，北方國家從南方國家獲得的意外之財超過了240兆美元，這一數字是對全球南方提供財政援助的30倍。
全球化在很大程度上取代了南北分歧，成為國際貨幣基金組織、世界銀行、世界貿易組織以及聯合國各附屬機構等國際機構發展的理論基礎，儘管這些機構對全球化及其影響的看法存在差異。
隨著發展，許多學者更傾向於使用「全球南方」這個術語，而不是先前的「發展中國家」或「第三世界」。 《全球南方》聯合主編利·安妮·達克(Leigh Anne Duck）認為，這個詞彙更適合抵制「威脅這些國家自治和發展的霸權勢力」。

## 外部連結
- Share The World's Resources: The Brandt Commission Report